# Meral Akşener
Meral Akşener (İzmit, 1956. július 18. –) török történész, jobbközép párti politikus, belügyminiszter (1996–1997).

## Élete
A Márvány-tenger keleti végének partján lévő İzmitben született, ahová az apja és az anyja az észak-görögországi Drámából vándoroltak be. Az Isztambuli Egyetemen szerzett diplomát történelemből, majd a – szintén fővárosi – Marmara Egyetemen doktorált. Oktatóként három egyetemen is dolgozott, míg bele nem vette magát a politikába, és be nem választották a parlamentbe a Tansu Çiller vezette jobbközép Igaz Út Párt (DYP) színeiben (1995). Az országban első nőként került – a Necmettin Erbakan vezette kormányban – a belügyminiszteri posztra, melyet 1996 és 1997 között töltött be. Çiller és pártjának hanyatlása miatt a nacionalista Nemzeti Mozgalom Párthoz (MHP) közeledett, amelynek tagjaként 2007-ben és 2011-ben ismét képviselővé választották, és így 2007 augusztusa és 2015 júniusa között a parlament alelnöki tisztségét is ellátta.
Mivel nem értett egyet a pártelnök, Devlet Bahçeli azon bejelentésével, mellyel támogatásáról biztosította Recep Tayyip Erdoğan államfőt – az elnöki végrehajtó hatalmat szentesítő – 2017. áprilisi népszavazással kapcsolatosan, kilépett a pártból és megalapította a jobbközép Jó Pártot (İyi Party) 2017 októberében.